# 中国风景园林学会
中国风景园林学会，中国风景园林领域的学术性组织，中国科学技术协会和国际风景园林师联合会（IFLA）的成员之一，1989年11月在杭州成立。

## 出版物
- 《中国园林》杂志
- 《风景园林》杂志
- 《园林》杂志
- 《风景园林通讯》杂志（非公开）
- 《中国造园史》
- 《中国古代园林史》